# Азермарка

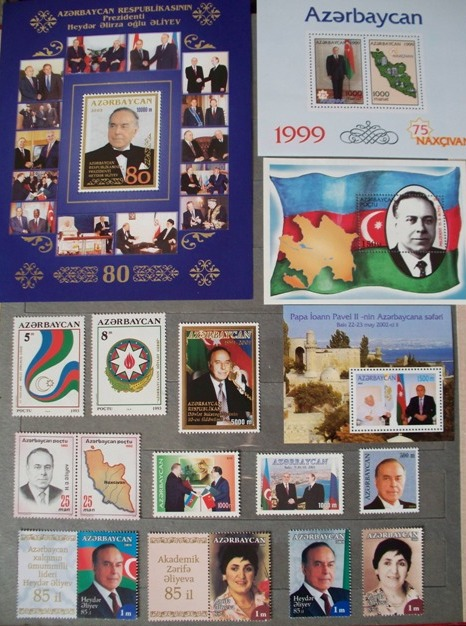
Продукция «Азермарки» — почтовые марки и блоки Азербайджана

Азермарка (азерб. Azərmarka) — государственная компания Азербайджана, отвечавшая за производство и распространение почтовых марок и других знаков почтовой оплаты страны с 1991 по 2021 год.

## Описание
Начиная с 1992 года «Азермарка» выпускала множество стандартных и коммеморативных марок, отражающих общую и местную филателистическую тематику. Компания также издавала конверты первого дня и цельные вещи.
До 2021 года «Азермарка» функционировала как отдельная организация от национального почтового оператора Азербайджана, «Азерпочты», но в 2021 году ООО «Азермарка» было присоединено к ООО «Азерпочт» (Azerpoct), став его структурным подразделением.